# Der dressierte Herrscher
Der dressierte Herrscher (Originaltitel: I, Mudd) ist die nach Ausstrahlungsreihenfolge achte und nach Produktionsreihenfolge zwölfte Episode der zweiten Staffel der Science-Fiction-Fernsehserie Raumschiff Enterprise. Sie wurde in englischer Sprache erstmals am 3. November 1967 bei NBC ausgestrahlt. In Deutschland war sie zum ersten Mal am 26. August 1972 in einer synchronisierten Fassung im ZDF zu sehen.

## Handlung
Im Jahr 2268 bei Sternzeit 4513.3 bekommt die Enterprise ein neues Besatzungsmitglied namens Norman. Schiffsarzt McCoy findet ihn merkwürdig, da er stets nur emotionslos seine Arbeit macht und mit niemandem interagiert. Sein Misstrauen erweist sich schon bald als begründet, denn Norman macht sich plötzlich unerlaubt im Ersatz-Kontrollraum und im Maschinenraum zu schaffen, um den Kurs der Enterprise zu ändern. Schließlich begibt er sich auf die Brücke. Dort erklärt er, dass jede Kursänderung zur Zerstörung des Schiffs führen wird, und gibt sich selbst als Android zu erkennen.
Normans neuer Kurs führt die Enterprise zu einem unbekannten Planeten. Der Android beamt nun zusammen mit Captain Kirk, dem ersten Offizier Spock, McCoy, Kommunikationsoffizierin Uhura und Navigator Chekov in einen unterirdischen Komplex. Dort treffen sie auf einen alten Bekannten: den gesuchten Kriminellen Harry Mudd, der auf einem Thron sitzt und sich jetzt „Mudd der Erste“ nennt. Nach seiner ersten Begegnung mit der Enterprise wurde er den Behörden übergeben, konnte aber aus seinem Gefängnis ausbrechen und geriet erneut mit dem Gesetz in Konflikt. Schließlich konnte er ein Raumschiff entwenden, mit dem er auf diesem Planeten landete. Hier traf er auf mehrere Serien identisch aussehender Androiden, die ihm jeden Wunsch erfüllten. Aus diesem Grund umgab er sich auch vorwiegend mit weiblichen Modellen. Jetzt hat Mudd aber das Problem, dass er sich allmählich zu langweilen beginnt, doch die Androiden wollen ihn nicht gehen lassen, bevor nicht andere Menschen kommen, die sie studieren können. Aus diesem Grund ließ er Norman die Enterprise infiltrieren. Ihre Mannschaft soll nun für immer auf dem Planeten bleiben.
Mudd zeigt dem Außenteam stolz einen Androiden, der seiner zänkischen Ehefrau Stella nachempfunden ist, den er aber beliebig an- und abstellen kann, wodurch er stets das letzte Wort hat. Das Außenteam wird nun in einen eigenen Aufenthaltsraum geführt. Dort erklären ihnen die Androiden, dass ihre Schöpfer einst aus der Andromedagalaxie kamen. Die Lebensdauer ihrer künstlichen Körper beträgt 500.000 Jahre und es ist auch möglich, menschliche Gehirne in sie zu verpflanzen. Uhura ist von der Vorstellung ewigen Lebens fasziniert, Chekov interessiert sich hingegen mehr für die Reize der Alice-Androiden. Spock findet unterdessen heraus, dass die Androiden vermutlich von einer zentralen Kontrolleinheit gesteuert werden.
Plötzlich taucht Montgomery Scott, der Chefingenieur der Enterprise, auf. Mudd erklärt Kirk, dass jetzt die gesamte Mannschaft auf den Planeten gebeamt sei und die Androiden das Schiff kontrollieren. Kirk will sich damit nicht abfinden und plant die Flucht. Auf das Angebot eines Alice-Androiden, ihm jeden Wunsch zu erfüllen, antwortet er, ohne sein Schiff könne er nicht glücklich sein. Alice kann mit dieser Information nichts anfangen und bittet Norman um eine Erklärung. Unterdessen bereitet sich Mudd darauf vor, das Kommando der Enterprise zu übernehmen, doch zu seiner Überraschung wollen ihn die Androiden immer noch nicht gehen lassen. Sie offenbaren nun ihre wahren Absichten: Sie wollen den Menschen solange „dienen“, bis diese vollkommen von ihnen abhängig sind und ihre aggressiven und habgierigen Instinkte völlig verschwunden sind.
Mudd ist nun wohl oder übel gezwungen, mit der Besatzung der Enterprise zusammenzuarbeiten. Spock sieht Norman als die zentrale Kontrolleinheit an, die es auszuschalten gilt, denn im Gegensatz zu den anderen Androiden gibt es von ihm nur ein Exemplar. Zunächst täuschen sie einen Fluchtversuch vor, denn einen solchen dürften die Androiden erwarten. Mudd wird von McCoy betäubt, um eine Erkrankung zu simulieren, für deren Behandlung er aufs Schiff gebracht werden müsse. Uhura deckt gegenüber den Androiden auf, dass es sich um einen Trick handelt, denn angeblich will sie nicht auf einen unsterblichen künstlichen Körper verzichten. Doch jetzt beginnt der eigentliche Plan der Crew: Sie wollen die Androiden durch absurdes und unlogisches Verhalten überlasten. So spielen sie Musik auf nicht vorhandenen Instrumenten und reagieren auf einen Befehl zum Strammstehen mit Akrobatik. So können sie tatsächlich mehrere Alice-Androiden außer Gefecht setzen. Schließlich überlasten Kirk und Spock Norman, indem sie ihn mit dem Lügner-Paradoxon konfrontieren, woraufhin auch alle anderen Androiden ihre Funktionen einstellen. Nun ist es möglich, sie umzuprogrammieren und ihrer ursprünglichen Bestimmung – der Erschließung des Planeten – zuzuführen.
Die Crew kann nun auf die Enterprise zurückkehren. Mudd soll hingegen nach Kirks Entschluss auf dem Planeten bleiben, worüber dieser zunächst nicht gerade unglücklich ist, bis man ihm sein „Abschiedsgeschenk“ präsentiert: 500 Exemplare des zänkischen Stella-Androiden, über die Mudd jetzt leider keine Kontrolle mehr hat.

## Verbindungen zu anderen Star-Trek-Produktionen
Dass Kirk einen Computer zur Selbstzerstörung treibt, wurde bereits in den früheren Folgen Landru und die Ewigkeit und Ich heiße Nomad gezeigt und später erneut in Computer M5 aufgegriffen.
Einige Elemente aus dieser Folge wurden in späteren Star-Trek-Produktionen wieder aufgegriffen:
- In Folge 4.03 (Die ungleichen Brüder) der Serie Raumschiff Enterprise – Das nächste Jahrhundert von 1990 wird das Schiff (hier die Enterprise D) ebenfalls von einem Androiden entführt. In diesem Fall ist es Data, der unter dem Einfluss seines Schöpfers Noonien Soong steht.
- In Folge 1.07 (T=Mudd²) der Serie Star Trek: Discovery von 2017 ist die echte Stella Mudd (hier gespielt von Katherine Barrell) zu sehen.

## Produktion

### Drehbuch
Der englische Originaltitel I, Mudd ist wahrscheinlich eine Anspielung auf Isaac Asimovs Roman Ich, der Robot (englisch: I, Robot) von 1950, dessen Titel seinerseits auf Robert Graves’ Roman Ich, Claudius, Kaiser und Gott (englisch: I, Claudius) von 1934 verweist.
Der ursprüngliche Drehbuchentwurf wurde von David Gerrold stark überarbeitet. Er verzichtete jedoch auf eine Nennung in den Credits, da er das als geistigen Diebstahl an Stephen Kandel, dem Erfinder von Harry Mudd, empfunden hätte.
Mit 5 Minuten und 35 Sekunden hat diese Folge den längsten Teaser innerhalb der Serie Raumschiff Enterprise.

### Darsteller
Roger C. Carmel verkörperte hier nach Die Frauen des Mr. Mudd zum zweiten Mal die Figur des Harry Mudd. Mudd ist damit die einzige nicht zur Enterprise-Besatzung gehörende Figur, die mehr als einen Auftritt in der Serie Raumschiff Enterprise hat.
Für die Darstellung der identischen Androiden wurden mehrere Zwillingspaare engagiert.
Michael Zaslow, Darsteller von Fähnrich Jordan, spielte auch Darnell in der Folge Das Letzte seiner Art.

### Kostüme
Bei der Kleidung der weiblichen Androiden handelt es sich um Kostüme, die bereits in zuvor produzierten Folgen verwendet worden waren. Die Jumpsuits der männlichen Androiden wurden in der späteren Folge Bele jagt Lokai wiederverwendet.

## Adaptionen
Judith Ann Lawrence schrieb eine Textfassung von Der dressierte Herrscher, die auf Englisch erstmals 1978 in der Geschichtensammlung Mudd’s Angels erschien. Die deutsche Übersetzung erschien 1989.

## Rezeption
Charlie Jane Anders führte Der dressierte Herrscher 2014 auf gizmodo.com in einer Liste der 100 besten bis dahin ausgestrahlten Star-Trek-Folgen auf Platz 79.
Michael Weyer erstellte 2019 für die Website cbr.com eine Liste der 20 lustigsten Star-Trek-Folgen. Der dressierte Herrscher landete hierbei auf Platz 6.
Christian Blauvelt listete Der dressierte Herrscher 2022 auf hollywood.com in einem Ranking aller 79 Raumschiff-Enterprise-Folgen auf Platz 39.

## Parodien und Anspielungen
Die 1973 entstandene türkische Komödie Turist Ömer Uzay Yolunda („Tourist Ömer in Star Trek“) ist in erster Linie eine (unlizenzierte) Nacherzählung der Raumschiff-Enterprise-Folge Das Letzte seiner Art, enthält aber auch Elemente aus den Folgen Der alte Traum, Ganz neue Dimensionen, Weltraumfieber und Der dressierte Herrscher.
Die identischen „Fembots“ im Film Austin Powers – Das Schärfste, was Ihre Majestät zu bieten hat von 1997 sind von den Alice-Androiden aus Der dressierte Herrscher inspiriert.
In der Folge To Serve All My Days der Fanserie Star Trek: New Voyages von 2006 unterhalten sich ein älterer Chekov (hier ebenfalls von Walter Koenig gespielt) und sein jüngeres Ich über die Ereignisse aus Der dressierte Herrscher.
In Folge 26.10 (Der Mann, der als Dinner kam) der Zeichentrickserie Die Simpsons von 2015 wird im Abspann der thronende und von zwei Alice-Androiden flankierte Harry Mudd durch Barney Gumble mit Patty und Selma nachgestellt.